# دراسة في اللون الوردي
دراسة في اللون الوردي هي الحلقة الأولى من المسلسل التلفزيوني شرلوك وبُثَّت لأول مرة على بي بي سي الأولى و بي بي سي إتش دي في 25 يوليو 2010. وهي تقدم الشخصيات الرئيسية وتحل لغز جريمة قتل. وهو مبني بشكل فضفاض على رواية شيرلوك هولمز الأولى: دراسة في اللون القرمزي.
كتب الحلقة ستيفن موفات الذي شارك في إنشاء المسلسل. صُوِّر في الأصل كحلقة لمدة 60 دقيقة لشيرلوك، من إخراج كوكي جيدرويك. ومع ذلك، قررت هيئة الإذاعة البريطانية عدم بث الحلقة، لكنها طلبت بدلاً من ذلك سلسلة من ثلاث حلقات مدتها 90 دقيقة. أُعيد صياغة القصة، وكانت هذه المرة من إخراج بول ماكجيجان. صنف المجلس البريطاني لتصنيف الأفلام الحبكة على أنها مُرخَّصة لعمر 12 (غير مناسبة للأطفال أقل من 12 عامًا) للفيديو والعروض عبر الإنترنت، ويتم تضمينه كميزة إضافية على قرص دي في دي الذي أُصدر في 30 أغسطس 2010.

## الحبكة
يلتقي جون واتسون -وهو طبيب عسكري أصيب في أفغانستان- بشيرلوك هولمز، الذي يبحث عن رفيق في شقة يتشارك فيها شقة في 221 بي - في شارع بيكر، مملوكة لمالكة الأرض السيدة هدسون.
أذهلت الشرطة والتي يقودها المفتش ليستراد سلسلة من الوفيات التي وصفت بأنها "عمليات انتحار متسلسلة". يُلقي شيرلوك هولمز نظرة على مسرح الجريمة الأخير: جثة جينيفر ويلسون، التي كانت ترتدي اللون الوردي. تمكنت من كتابة كلمة "ريتشـ" على الأرض، ويُقدِّر شيرلوك أن الضحية ماتت قبل أن تكمل اسم "ريتشل"، والذي تبين لاحقًا أنه اسم ابنتها المتوفاة. يستنتج هولمز أنها من خارج المدينة وبالتالي كان لديها حقيبة سفر. لم تعثر الشرطة على حقيبة يد تحملها الجثة، لكن هولمز اكتشف أنها تركتها في مكان قريب. في غضون ذلك، يضطر واتسون للقاء رجل بعد مكالمة هاتفية يدّعي أنه "العدو اللدود" لشرلوك. يعرض عليه الرجل المال للتجسس على هولمز، لكن واتسون رفض العرض. كما أخبر واتسون -على عكس ما يعتقده معالجه النفسي- أنه لا يعاني من اضطراب ما بعد الصدمة، ولكنه في الواقع يفتقد التواجد في القتال.
عندما يعود واتسون إلى شارع بيكر، يطلب هولمز منه إرسال رسالة نصية إلى هاتف ويلسون الذي لا يزال مفقودًا، على أمل أن يتحرك القاتل. أثناء انتظاره في مطعم محلي، لاحظ هولمز سيارة أجرة فتجاوزها سيرًا على الأقدام باستخدام الطرق المختصرة. لكن الراكب بريء. يفترض هولمز أن "راشيل" هي كلمة مرور البريد الإلكتروني لويلسون، وأن الضحية زرعت هاتفها على القاتل حتى يمكن تعقبه بواسطة نظام تحديد المواقع العالمي (GPS). في الوقت نفسه، وجد واتسون أن الإشارة قادمة من 221B شارع بيكر، تخبر السيدة هدسون هولمز أن سيارة أجرة تنتظره. في الخارج، يعترف سائق التاكسي بارتكاب جرائم القتل لكنه يعلن أنه يتحدث فقط إلى ضحاياه، فيقتلون أنفسهم. يتحدى سائق الأجرة هولمز لحل لغزه. في وقت لاحق، قام بسحب زجاجتين تحتويان على حبة متطابقة المظهر: إحداهما غير ضارة والأخرى سامة. بعد ذلك، يدعو الضحايا لاختيار أحدهما، ووعدهم بابتلاع الأخرى، ويهددهم بإطلاق النار عليهم إذا رفضوا.
سرعان ما يستنتج شيرلوك أن السائق هو أب منفصل قيل له قبل ثلاث سنوات إنه يحتضر. ويعترف السائق بأن لديه «كفيلاً» لـ«عمله»، يدفع له المال عن كل جريمة قتل لأبناء السائق. بعد أن لاحظ هولمز بالفعل أن "البندقية" عبارة عن ولاعة سجائر جديدة، يحاول المغادرة. ومع ذلك، فإن السائق يتحداه مرة أخرى لاختيار حبة ومعرفة ما إذا كان يمكنه حل اللغز. وفي الوقت نفسه، تتبع واتسون إشارة نظام تحديد المواقع العالمي (GPS) من الهاتف وتتبع الرجلين. أطلق النار على السائق من خلال نافذة في المبنى المجاور. يقوم هولمز بتعذيب سائق التاكسي لإجباره على تحديد ما إذا كانت الحبة المأخوذة صحيحة ومن هو الراعي. بينما لم يكشف عن حقيقة الحبوب، كشف في النهاية عن اسم "موريارتي". تصل الشرطة، ويستنتج هولمز أن مطلق النار هو واتسون، لكنه يخفي الحقيقة عن الشرطة. يغادر هولمز وواتسون المشهد، ويواجهان "العدو اللدود" الغامض لشيرلوك. تبين أنه الأخ الأكبر لشيرلوك، مايكروفت، الذي يعمل في الحكومة البريطانية. أدرك واتسون أخيرًا أن مايكروفت حاول رشوته بدافع القلق الحقيقي على شيرلوك. مايكروفت يأمر سكرتيرته بزيادة حالة المراقبة الخاصة بهم.

## التلميحات
الحلقة مبنية على نحو حر على الرواية دراسة في اللون القرمزي وتحتوي على تلميحات لأعمال أخرى لآرثر كونان دويل. قال موفات عن "دراسة في اللون الوردي" و دراسة في اللون القرمزي: "هناك عناصر عديدة للقصة، وشكلها العام، لكننا تلاعبنا بها كثيرًا". يشير توم ساتكليف من ذي إندبندنت إلى أن "المعجبين سيدركون على الفور أن قراءة شيرلوك التي تنطبق على هاتف جون المحمول مستمدة من تحليل متطابق تقريبًا لساعة الجيب [مأخوذة من علامة الأربعة]. تحويل الحلقة المفقودة التي يستخدمها هولمز لجذب القاتل في دراسة في القرمزي إلى "حلقة" مفقودة ، وهو هاتف محمول يمكن استخدامه للاتصال بالقاتل مباشرة. " تستخدم الحلقة أيضًا دليلًا متطابقًا للقصة الأصلية، لكنها تعطيها معنى مختلفًا: كلتا القصتين تعرض "راتشـ" مكتوبة في مسرح الجريمة. في القصة الأصلية رفض هولمز الإيحاء بأن الضحية كانت تحاول كتابة "راتشل" ، مشيرًا بدلاً من ذلك إلى أن "راتش" هي كلمة ألمانية تعني "الانتقام". في هذا الإصدار، عُكِس تفسير هولمز: فهو يسخر من تفسير "الانتقام" ويشير إلى أن الضحية كانت تحاول كتابة "راتشل".
"مشكلة التصحيح الثلاث" التي يصفها هولمز مشابهة لمصطلح "مشكلة الأنابيب الثلاثة" الذي يستخدمه في عصبة ذوي الشعر الأحمر.
إن ذكر السيدة هدسون لـ "السيدة تورنر التي تعيش في المنزل المجاور" هو إشارة إلى نقطة في "فضيحة في بوهيميا"، حيث سُمِّيَت صاحبة منزل هولمز بالسيدة تورنر، بدلاً من السيدة هدسون.
الصراخ المحموم "اللعبة بدأت يا سيدة هدسون!" هي إشارة إلى سطر في "مغامرة آبي جرانج"، "اللعبة على قدم وساق"، والذي كثيرًا ما يُعتمد لهولمز في التعديلات. في الحلقة المصغرة لعام 2013 بعنوان "العديد من العودة السعيدة"، يقول عنوان إحدى الصحف بشكل مثير "لقد عادت اللعبة" نذيرًا بالعودة الوشيكة للشخصية.
يموت سائق التاكسي بسبب تمدد الأوعية الدموية في الدماغ، بينما يموت القاتل في دراسة باللون القرمزي بسبب تمدد الأوعية الدموية في شريان الأبهر.
إشارة واتسون في المشهد الأخير إلى إصابته برصاصة في كتفه ولكن ظهور عرج نفسي جسدي في ساقه هي إشارة إلى خطأ الاستمرارية في قصص كونان دويل: في الأصل دراسة في اللون القرمزي واتسون يقال إن إصابة واتسون كانت في كتفه ، ولكن في قصص هولمز اللاحقة لكونان دويل، يُقال أنه كان في ساقه.
اسم ضحية القتل الثانية هو جيمس فيليمور، في إشارة إلى قضية فشل هولمز في حلها في "قضية جسر ثور".
الرسائل النصية التي يرسلها هولمز إلى واتسون مأخوذة تقريبًا حرفيًا من برقية يرسلها هولمز إلى واتسون في "مغامرة الرجل الزاحف".
القضية التي يعمل عليها هولمز عندما يلتقي واتسون تتعلق بأخ مذنب يحمل سلمًا أخضر. هذه إشارة واضحة إلى قصة غير مكتملة تم العثور عليها بعد وفاة كونان دويل منذ أن اكتملت باسم "مغامرة الرجل الطويل" وتم تضمينها (أحيانًا كمخطط أصلي فقط) في بعض إصدارات شيرلوك هولمز أبوكريفا.

## الإنتاج
صُوِّرت القصة في الأصل حلقةً تجريبية (بالإنجليزية: Pilot)‏ مدته 60 دقيقة لشيرلوك، من إخراج كوكي جيدرويك. كان من المقرر بثه في منتصف وأواخر عام 2009. كان الهدف هو إنتاج سلسلة كاملة في حالة نجاح الحلقة التجريبية. ومع ذلك، فإن النسخة الأولى من البرنامج التجريبي - التي قيل إنها تكلفت 800 ألف جنيه إسترليني - أدت إلى انتشار شائعات داخل هيئة الإذاعة البريطانية ووسائل الإعلام الأوسع بأن شيرلوك كان كارثة محتملة. قررت هيئة الإذاعة البريطانية (بي بي سي) عدم بث الحلقة التجريبية، وطلبت إعادة التصوير وما مجموعه ثلاث حلقات مدة كل منها 90 دقيقة.

## البث
بُثَّت "دراسة اللون الوردي" لأول مرة على بي بي سي الأولى في 25 يوليو 2010. وأظهرت أرقام المشاهدة الليلية أن ما مجموعه 7.5 مليون مشاهد شاهد الحلقة على بي بي سي الأولى و بي بي سي اتش دي. وصلت أرقام المشاهدة النهائية إلى 9.23 مليون مشاهد، وبلغ متوسط حصة جمهور المملكة المتحدة 28.5٪ مع تصنيف مرتفع في التقييمات بلغ 87. تم تنزيل الحلقة 1.403 مليون مرة من بي بي سي آي بلاير على الإنترنت، وهو ثالث أكثر البرامج المطلوبة لعام 2010.